# 東近江地域センター
東近江地域センター（ひがしおうみちいきせんたー）は、農林水産省の地方支分部局である近畿農政局（京都市）の出先機関。
2011年9月1日施行の「農林水産省設置法の一部を改正する法律」によって滋賀農政事務所が廃止され、代わりに大津地域センターとともに設置された。

## 組織
- 所在地：滋賀県東近江市八日市緑町11 - 24[3]
- 管轄区域[3]：東近江市、彦根市、長浜市、近江八幡市、米原市、蒲生郡、愛知郡、犬上郡

## 管内事務所
- 国営湖東平野農業水利事業所（東近江市八日市町2-7）